# Кловіс Корнійяк
Клові́с Корнійя́к (фр. Clovis Cornillac; нар. 16 серпня 1967, Ліон, Рона, Франція) — французький актор, кінорежисер та сценарист.

## Біографія
Кловис Корнійяк народився 16 серпня 1967 року в місті Ліоні, що в департаменті Рона у Франції, в акторській сім'ї. Його мати — відома у Франції акторка, володарка двох національних театральних премій імені Мольєра Міріам Бойє, батько — театральний актор і режисер Роже Корнійяк. Кловіс з дитинства мріяв про спортивну кар'єру, серйозно займаючись боксом, але потім захопився театром і, урешті-решт, пішов слідами своїх батьків.
У 1994 році Кловіс Корнійяк одружився з акторкою Керолайн Пруст. У 2001 році у пари з'явилися на світ близнюки — доньки Аліса (Alice) і Лілі (Lili). Подружжя розлучилося у 2010 році. З 2009 року актор перебував у стосунках з французькою акторкою Лілу Фольї. 28 травня 2013 у Кловіса і Лілу народився син Ніно. Пара одружилася 30 серпня 2013 року.

## Кар'єра
З 14 років Кловіс Корнійяк почав вивчати драматичну майстерність й паралельно з цим пробуватися на ролі в кінофільмах і телесеріалах. Рік потому Корнійяк вже грав у виставах та знявся в епізоді міні-серіалу «Село на пагорбі» («Le village sur la colline»), головну роль в якому виконала його мати Міріам Бойє. У ранній період своєї творчості Кловіс брався за ролі як в стрічках, що заслуговують на увагу, таких, як екранізація повісті Мілана Кундери «Нестерпна легкість буття» (1988) Філіппа Кауфмана, і незалежна науково-фантастична драма «Скарб Собачих островів» (1990) Ф. Ж. Оссанга, так і в прохідних фільмах — вибирати юному акторові не доводилося, і він погоджувався на будь-яку запропоновану роботу.
У 1985 році Кловіс зіграв свою першу головну роль у бойовику «Поза законом». Наступні десять років актор велику частину свого часу проводить на театральних підмостках.
У 1999 році Корнійяк зіграв одну з центральних ролей у драмі Тома Вінсента «Карнавал», після чого його помітили і глядачі, і колеги-кінематографісти. За цю роботу Корнійяк у 2000 році був номінований на французьку національну кінопремію премію «Сезар» як найперспективніший молодий актор, а сам фільм на Берлінському міжнародному кінофестивалі був удостоєний призу пам'яті засновника фестивалю Альфреда Бауера. Роль Кловіса в комедійній мелодрамі Артю де Пенгерна, що вийшла в 2001 році, «Грегорі Мулен проти людства» закріпила успіх «Карнавалу».
У 2002 році вийшло відразу декілька фільмів за участю актора: трилер «Приватна справа», містичний фільм жахів «Книга тіней» та комедія «Бійня». Після цього до Кловісу Корнійяку прийшло заслужене визнання, і він став одним з найпопулярніших і затребуваних французьких акторів.
За час своєї кар'єри Кловіс Корнійяк знявся у більше ніж півсотні кінофільмів і більше десятка короткометражок, брав участь майже в тридцяти телевізійних проектах і виходив на сцену більше ніж у двадцяти театральних постановках.

## Фільмографія (вибіркова)

### Актор
| Рік       |    | Українська назва                      | Оригінальна назва                              | Роль                                  |
| --------- | -- | ------------------------------------- | ---------------------------------------------- | ------------------------------------- |
| 1984      | тф | Ви завжди можете упакувати ваші сумки | Tu peux toujours faire tes bagages             | Батист                                |
| 1985      | ф  | Поза законом                          | Hors-la-loi                                    | Ролан                                 |
| 1987      | с  | Арбалет                               | Crossbow                                       | Едгар                                 |
| 1988      | ф  | Поганий розклад                       | Il y a maldonne                                | Марко                                 |
| 1988      | ф  | Нестерпна легкість буття              | The Unbearable Lightness of Being              | парубок у барі                        |
| 1988      | ф  | Роки сендвічів                        | Les années sandwiches                          | Бубуль                                |
| 1989      | ф  | Йдіть за цим літаком                  | Suivez cet avion                               | стажер                                |
| 1989—2006 | с  | Комісар Наварро                       | Navarro                                        | Фредді                                |
| 1990      | ф  | Скарб Собачих островів                | Le trésor des îles chiennes                    | Рубіо                                 |
| 1990      | с  | Чиллери                               | Chillers                                       | вуаєрист                              |
| 1991      | тф | Зворотна сторона пристрасті           | Les dessous de la passion                      | Серж                                  |
| 1992—1999 | с  | Поліцейські секрети                   | Police Secrets                                 | Жак Корті                             |
| 1992—2005 | с  | Кордьє — вартові порядку              | Les Cordier, juge et flic                      | Фред                                  |
| 1993      | ф  | Петен                                 | Pétain                                         | Франсуа                               |
| 1993      | с  | Аліс Невер                            | Le Juge est une femme                          | Фабріс Буєссон                        |
| 1994      | ф  | Закохані                              | Les amoureux                                   | Charmillet                            |
| 1994      | тф | Задирка                               | La bavure                                      | Жак Корті                             |
| 1995      | ф  | Марія-Луїза, або Дозвіл               | Marie-Louise ou la permission                  | Боб «американський метод»             |
| 1995      | с  | Тео «Ніжність»                        | Théo la tendresse                              | Ентоні Варріґес                       |
| 1996      | тф | Більярдна на другому поверсі          | Billard à l'étage                              | Жозеф                                 |
| 1998      | тф | Відрив                                | L'échappée                                     | Лулу                                  |
| 1999      | ф  | Карнавал                              | Karnaval                                       | Кристіан                              |
| 1999      | тф | Негідники                             | Les vilains                                    | Марко                                 |
| 2001      | тф | Блакитний острів                      | L'île bleue                                    |                                       |
| 2001      | с  | Центральна ніч                        | Central nuit                                   | вікінг                                |
| 1991      | ф  | Грегуар Мулен проти людства           | Grégoire Moulin contre l'humanité              | Джеккі                                |
| 2002      | ф  | Приватна справа                       | Une affaire privée                             | Фредді                                |
| 2002      | ф  | Бійня                                 | Carnages                                       | Алексіс                               |
| 2002      | ф  | Книга тіней                           | Maléfique                                      | Маркус                                |
| 2003      | ф  | У короткий тиждень                    | À la petite semaine                            | Дідьє                                 |
| 2003      | ф  | Чисте небо після дощу                 | Après la pluie, le beau temps                  | Дюбель                                |
| 2003      | ф  | Знайомтеся, Ваша вдова                | Mariées mais pas trop                          | Алексіс Дервін                        |
| 2003      | ф  | Зелений рай                           | Vert paradis                                   | Симон                                 |
| 2003      | ф  | Я тебе люблю, я тобі поклоняюся       | Je t'aime, je t'adore                          | Давид                                 |
| 2004      | ф  | Принцеса Малабара                     | Malabar Princess                               | П'єр                                  |
| 2004      | ф  | Ду-воп                                | Doo Wop                                        | Тьєррі                                |
| 2004      | кф | Примара вагітності                    | Grossesse nerveuse                             | Гійом                                 |
| 2004      | ф  | Дружина Жиля                          | La femme de Gilles                             | Жиль                                  |
| 2004      | ф  | Брехня, зрада і тому подібне...       | Mensonges et trahisons et plus si affinités... | Кевін                                 |
| 2004      | ф  | Довгі заручини                        | Un long dimanche de fiançailles                | Бенуа Нотр-Дам                        |
| 2005      | ф  | Бріс Прекрасний                       | Brice de Nice                                  | Маріус Лакайл, відомий як Маріус Фреж |
| 2005      | ф  | Наступний!                            | Au suivant!                                    | Бернар Діманш                         |
| 2005      | ф  | Лицарі неба                           | Les chevaliers du ciel                         | капітан Себастьєн «Фаренгейт» Валлоа  |
| 2005      | ф  | Кактус                                | Le cactus                                      | Патрик Машадо                         |
| 2006      | ф  | Тигрові загони                        | Les brigades du Tigre                          | інспектор Валентен                    |
| 2006      | ф  | Полтергей                             | Poltergay                                      | Марк Модена                           |
| 2006      | ф  | Змій                                  | Le serpent                                     | Plender                               |
| 2007      | ф  | Скорпіон                              | Scorpion                                       | Анжело                                |
| 2007      | ф  | Подорож на захід                      | Tous à l'Ouest: Une aventure de Lucky Luke     | Джо Далтон (озвучення)                |
| 2007      | ф  | Таємниця підземелля                   | Eden Log                                       | Тольбіак                              |
| 2008      | ф  | Астерікс на Олімпійських іграх        | Astérix aux jeux olympiques                    | Астерікс                              |
| 2008      | ф  | Новий протокол                        | Le nouveau protocole                           | Рауль Крафт                           |
| 2008      | ф  | Пропащі шахраї                        | Ca$h                                           | Солаль                                |
| 2008      | ф  | Париж! Париж!                         | Faubourg 36                                    | Мілу                                  |
| 2008      | ф  | Інспектор Белламі                     | Bellamy                                        | Жак Лебас                             |
| 2009      | ф  | Свята Вікторія                        | La sainte Victoire                             |                                       |
| 2009      | ф  | Служити і захищати                    | Protéger & servir                              | Кім Хуанг                             |
| 2010      | ф  | Кохання — це для двох                 | L'amour, c'est mieux à deux                    | Мішель                                |
| 2010      | ф  | 600 кг золота                         | 600 kilos d'or pur                             | Віржил                                |
| 2011      | кф | Завтра кінець світу                   | Demain c'est la fin du monde                   | Франк Ґілбі                           |
| 2011      | ф  | Реквієм по вбивці                     | Requiem pour une tueuse                        | Ріко                                  |
| 2011      | ф  | Мосьє Папа                            | Monsieur Papa                                  | Жан-Франсуа Відаль                    |
| 2011      | ф  | Дике бажання                          | Une folle envie                                | Ян Ле Ґуеллек                         |
| 2011      | тф | Містер Боб                            | Mister Bob                                     | Боб Денра                             |
| 2011      | ф  | У замішанні                           | Dans la tourmente                              | Франк                                 |
| 2012      | ф  | Радіозірки                            | Radiostars                                     | Арнольд                               |
| 2012      | ф  | Мої герої                             | Mes héros                                      | Максим                                |
| 2013      | ф  | Тур де Шанс                           | La grande boucle                               | Франсуа Нуель                         |
| 2015      | с  | Шефи                                  | Chefs                                          | шеф                                   |
| 2015      | ф  | Мало, багато, сліпо                   | Un peu, beaucoup, aveuglément!                 | Машен                                 |
| 2016      | ф  | Супер Бріс                            | Brice 3                                        | Маріус Лакайль                        |
| 2017      | мф | Сахара                                | Sahara                                         | Світлячок (озвучення)                 |
| 2017      | ф  | Белль і Себастьян: Друзі навік        | Belle et Sébastien 3, le dernier chapitre      | Жозеф                                 |
| 2018      | ф  | Лоскоти                               | Les chatouilles                                | Фабріс Ле Надан                       |
| 2019      | ф  | Ветеринари                            | Les Vétos                                      |                                       |
| 2019      | ф  | Людина, як і інші                     | Un homme comme les autres                      | Франк                                 |

### Режисер, сценарист
| Рік   |     | Назва українською              | Оригінальна назва                         | Режисер | Сценарист |
| ----- | --- | ------------------------------ | ----------------------------------------- | ------- | --------- |
| 2005- | т/с | Шефи                           | Chefs                                     | Так     |           |
| 2015  |     | Мало, багато, сліпо            | Un peu, beaucoup, aveuglément!            | Так     | Так       |
| 2017  |     | Белль і Себастьян: Друзі навік | Belle et Sébastien 3, le dernier chapitre | Так     |           |

## Визнання
| Нагороди та номінації Кловіса Корнійяка | Нагороди та номінації Кловіса Корнійяка                 | Нагороди та номінації Кловіса Корнійяка | Нагороди та номінації Кловіса Корнійяка |
| Рік                                     | Категорія                                               | Фільм                                   | Результат                               |
| --------------------------------------- | ------------------------------------------------------- | --------------------------------------- | --------------------------------------- |
| Премія «Сезар»                          |                                                         |                                         |                                         |
| 2000                                    | Найперспективніший актор                                | Карнавал                                | Перемога                                |
| 2004                                    | Найкращий актор другого плану                           | У короткий тиждень                      | Номінація                               |
| 2005                                    | Найкращий актор другого плану                           | Брехня, зрада і тому подібне…           | Перемога                                |
| 2019                                    | Найкращий актор другого плану                           | Лоскоти                                 | Номінація                               |
|                                         |                                                         |                                         |                                         |
| 2005                                    | Приз Жана Габена                                        | Приз Жана Габена                        | Перемога                                |
| Премія «Кришталевий глобус»             |                                                         |                                         |                                         |
| 2016                                    | Найкращий актор                                         | Кактус                                  | Номінація                               |
| Міжнародний кінофестиваль у Сіеттлі     |                                                         |                                         |                                         |
| 2018                                    | Приз Films4Families молодіжного журі за найкращий фільм | Белль і Себастьян: Друзі навік          | Номінація                               |